# Episodi de La mafia uccide solo d'estate (prima stagione)

Immagine della sigla iniziale

La prima stagione della serie televisiva La mafia uccide solo d'estate, formata da 12 episodi, è stata trasmessa in prima visione in Italia da Rai 1 dal 21 novembre al 20 dicembre 2016.
| nº | Titolo                            | Prima TV         |
| -- | --------------------------------- | ---------------- |
| 1  | La mafia non esiste               | 21 novembre 2016 |
| 2  | Fideiussioni e minchiate varie    | 21 novembre 2016 |
| 3  | Uomini del Colorado               | 28 novembre 2016 |
| 4  | Tore                              | 28 novembre 2016 |
| 5  | Anche i mafiosi vanno in paradiso | 6 dicembre 2016  |
| 6  | Liggio + 2                        | 6 dicembre 2016  |
| 7  | Un cornuto e mezzo                | 13 dicembre 2016 |
| 8  | Milinciane ammuttunate            | 13 dicembre 2016 |
| 9  | Picciuli e piruocchi              | 19 dicembre 2016 |
| 10 | Difendere la democrazia           | 19 dicembre 2016 |
| 11 | Gente di parola                   | 20 dicembre 2016 |
| 12 | Piccoli eroi                      | 20 dicembre 2016 |

## La mafia non esiste
- Diretto da: Luca Ribuoli
- Scritto da: Pif

### Trama
I Giammarresi sono una famiglia comune che vive nella Palermo degli anni settanta ed è composta dal papà Lorenzo, mamma Pia e i due figli Angela e Salvatore; dopo aver assistito all'omicidio mafioso del poliziotto Filadelfio Aparo, il destino di Lorenzo e della sua famiglia, in qualche modo, inizia a fiancheggiare quello del corso degli eventi che hanno caratterizzato la città.
Salvatore ha una cotta per Alice, una nuova compagna di scuola e tra mille congetture, tenta di attirarne l'attenzione; Angela è attratta da Rosario che è un ragazzo che pensa più agli ideali politici che all'affetto che la ragazza prova per lui; Pia dopo varie vicissitudini, riesce a ottenere a Partinico un posto di supplente in una scuola, mentre Lorenzo è alle prese con il suo impiego all'anagrafe dove è sempre sotto lo sguardo attento del burbero ragionier Musumeci, suo capo ufficio.
Mentre Lorenzo non riesce a darsi pace perché incerto se è il caso di denunciare la sua testimonianza alla polizia per paura di possibili rappresaglie mafiose, Salvatore fa la conoscenza del commissario Boris Giuliano, con cui entra subito in simpatia e che lo consiglia sugli atteggiamenti da assumere in campo sentimentale. Angela, nel frattempo, essendo in età adolescenziale, fatica a entrare nel mondo degli adulti e declina sempre con forza le responsabilità di donna che, di volta in volta, deve cominciare ad assumersi; Pia invece viene sorpresa dal fratello Massimo in compagnia del maestro Antonio Ayala, un collega di lavoro, e l'ammonisce per il suo comportamento equivoco, pur avendogli spiegato che l'uomo si era solo limitato a darle un passaggio in automobile fino a Palermo, poiché l'ultima corsa dell'autobus era già passata da Partinico.
Qualche settimana dopo, Lorenzo viene a sapere da un notiziario televisivo che l'automobile che ha visto sul luogo del delitto è stata ritrovata carbonizzata e sentendosi sollevato per non aver rischiato di rivelare l'accaduto direttamente al commissario Giuliano, Massimo afferma che la mafia non esiste e che tutti gli omicidi che avvengono a Palermo sono opera di dispute per questioni riguardanti il possesso delle donne.
- Ascolti Italia: telespettatori 6 390 000 - share 22.27%[1]

## Fideiussioni e minchiate varie
- Diretto da: Luca Ribuoli
- Scritto da: Pif

### Trama

Vito Ciancimino

Angela è in continua lite con i genitori poiché si sente derubata della propria intimità a causa della presenza del fratello Salvatore nella camera che condivide e anche Pia in qualche modo è turbata dal comportamento della figlia che comincia a sentire sempre più disinibita. Salvatore intanto, falliti tutti i tentativi di avances nei confronti di Alice, lascia che si frequenti con Fofò, un compagno di scuola comune poiché autoconvintosi che le donne siano dannose dalle parole discordanti dette dallo zio Massimo e confermate anche dal commissario Giuliano, crede che ormai la vita di Fofò stia per giungere al termine.
Lorenzo nel frattempo, accondiscendendo alle parole della moglie Pia sul fatto che i loro figli necessitino della loro privacy, decide di provvedere per un alloggio più ampio per la sua famiglia. Sulla scena politica di Palermo, in quel periodo, fa la sua comparsa Vito Ciancimino che ha sottomano il progetto di costruire una serie di edifici sul luogo in cui si trova una villa storica, ormai disabitata.
Lorenzo viene consigliato sull'acquisto di un immobile da Musumeci, proveniente dal progetto di alcuni edifici in costruzione (che sono gli stessi di cui si sta occupando Ciancimino) e dopo aver letto l'opuscolo che si dimostra da subito allettante, Lorenzo torna a casa annunciando alla famiglia che non appena si avrà la possibilità, andranno a vivere in una nuova casa nel quartiere in cui sorgeranno gli edifici.
Angela, costretta a portarsi dietro l'inopportuno fratellino durante un pomeriggio di svago al cinema con Rosario, dà a Salvatore del denaro e gli ordina di aspettarla al bar, temporeggiando tra una consumazione e l'altra, ma il ragazzino consapevole che un pasto non ha la stessa durata di un film, decide di alleviare la noia andando a fare un sopralluogo esplorativo al luogo del progetto edile. A causa di un incidente, Salvatore rimane bloccato nella villa che - secondo i progetti - deve andar demolita per far posto agli edifici.
Salvatore viene soccorso in tempo dal padre Lorenzo che si accorge di un avviso di sequestro dell'area, posto sulla porta d'ingresso della villa e che preoccupato, teme di aver investito il mutuo che aveva richiesto in un cattivo affare.
Nel frattempo, Vito Ciancimino, in collera per essersi visto ostacolato nei suoi piani, prima da un ingegnere che gli ha indicato che l'area necessita di un punto verde e poi da tecnici che hanno posto i sigilli al cantiere, dà ordine (o chi per lui) - nottetempo - di far saltare per aria la villa che - tra l'altro - metterà in imbarazzo Salvatore quando la mostrerà ad Alice e Fofò a causa dell'impossibilità di visionare un quadro che raffigurava la ragazzina che si trovava all'interno della struttura demolita.
- Ascolti Italia: telespettatori 5 560 000 - share 22.70%

## Uomini del Colorado
- Diretto da: Luca Ribuoli
- Scritto da: Pif

### Trama

Mario Francese

La classe di Salvatore, per volere della maestra, incontra il giornalista Mario Francese che lancia un concorso: chi pubblicherà la migliore inchiesta su un tema a piacere la potrà pubblicare sul suo giornale. Salvatore decide di investigare sul perché in gran parte delle case di Palermo manca spesso e volentieri l'acqua. La sua indagine lo porterà a scoprire la diga Garcia, i cui lavori erano cominciati trent'anni prima ma non erano mai stati terminati per volere del boss mafioso Totò Riina e dei Corleonesi.
Lorenzo si reca in banca per chiedere un mutuo, ma gli viene negato il credito. Tuttavia il modo per comprare la casa ci sarebbe: il ragionier Musumeci gli suggerisce di rivolgersi ad alcuni suoi amici, che gli permetterebbero di comprare la casa anche con un solo anticipo di 3 milioni. Lorenzo, capendo che si tratta di usurai, non accetta questa possibilità, sebbene possa cambiare la vita della sua famiglia.
Nel frattempo Mario Francese riceve delle lettere minatorie anonime per la sua fervente attività di giornalista d'indagine contro i loschi affari della mafia. Una mattina Salvatore incontra nel solito bar Francese che parla con il commissario Boris Giuliano, raccontandogli delle minacce ricevute. Salvatore, deluso dal fatto che la sua indagine non sia servita a dare risposte, ma si sia trasformata in tante domande irrisolte, scrive una lettera a Francese, scusandosi per avergli fatto perdere tempo. Qualche giorno dopo, il 26 gennaio del 1979, Mario Francese viene ucciso dal mafioso Leoluca Bagarella davanti alla sua abitazione di Palermo.
- Ascolti Italia: 5 184 000 spettatori, pari al 18.31% di share[2]

## Tore
- Diretto da: Luca Ribuoli
- Scritto da: Pif

### Trama
Lo zio Massimo si presenta a casa Giammarresi con una proposta allettante: vendere un terreno di proprietà di suo padre all'imprenditore milanese Silvio Berlusconi, intenzionato a costruirvi le antenne per trasmettere la televisione in tutta la Sicilia. Così la famiglia si reca a Ficuzza, piccolo paesino dove vive il padre di Massimo e Pia. Nonno Tore è un personaggio testardo, che ha smesso di parlare molti anni prima. Durante il pranzo Massimo cerca in tutti i modi di convincere il padre a vendere il terreno, ma questi si rifiuta categoricamente. Dopo un alterco con il figlio, Tore si sente male, e sebbene i medici gli intimino di recarsi in ospedale preferisce restare in casa sua.
Rimasto solo con il nipote, Tore con dei gesti gli indica una cartellina nel ripiano basso di un mobile della stanza e gli chiede di bruciare il contenuto. Salvatore, incuriosito, apre la cartellina e trova articoli di giornale e documenti relativi all'omicidio di Placido Rizzotto, avvenuto circa trent'anni prima. Giuseppe Letizia, pastorello tredicenne amico di Tore, aveva assistito all'omicidio di Rizzotto, ordito da Luciano Liggio, mafioso di Cosa Nostra. Nei giorni seguenti il ragazzo era stato male, delirando per lo shock provocato da quello che aveva visto.
Tore e sua madre lo avevano portato in ospedale, e il ragazzo, sempre ardendo per la febbre, aveva raccontato al dottore quanto accaduto pochi giorni prima. Poche ore dopo il dottor Michele Navarra, capomafia di Corleone nonché mandante di Liggio per l'omicidio Rizzotto, aveva praticato l'iniezione letale al piccolo Giuseppe, che era stato dichiarato morto per tossicosi. Tore, non essendo riuscito ad indagare a fondo su quella storia, aveva smesso di parlare per la vergogna. Prima di esalare il suo ultimo respiro, il nonno riprende a parlare, solo per dire al suo nipotino "Mi raccomando, schiena sempre dritta".
- Ascolti Italia: 4 759 000 spettatori, pari al 19.75% di share[2]

## Anche i mafiosi vanno in paradiso
- Diretto da: Luca Ribuoli
- Scritto da: Pif

### Trama

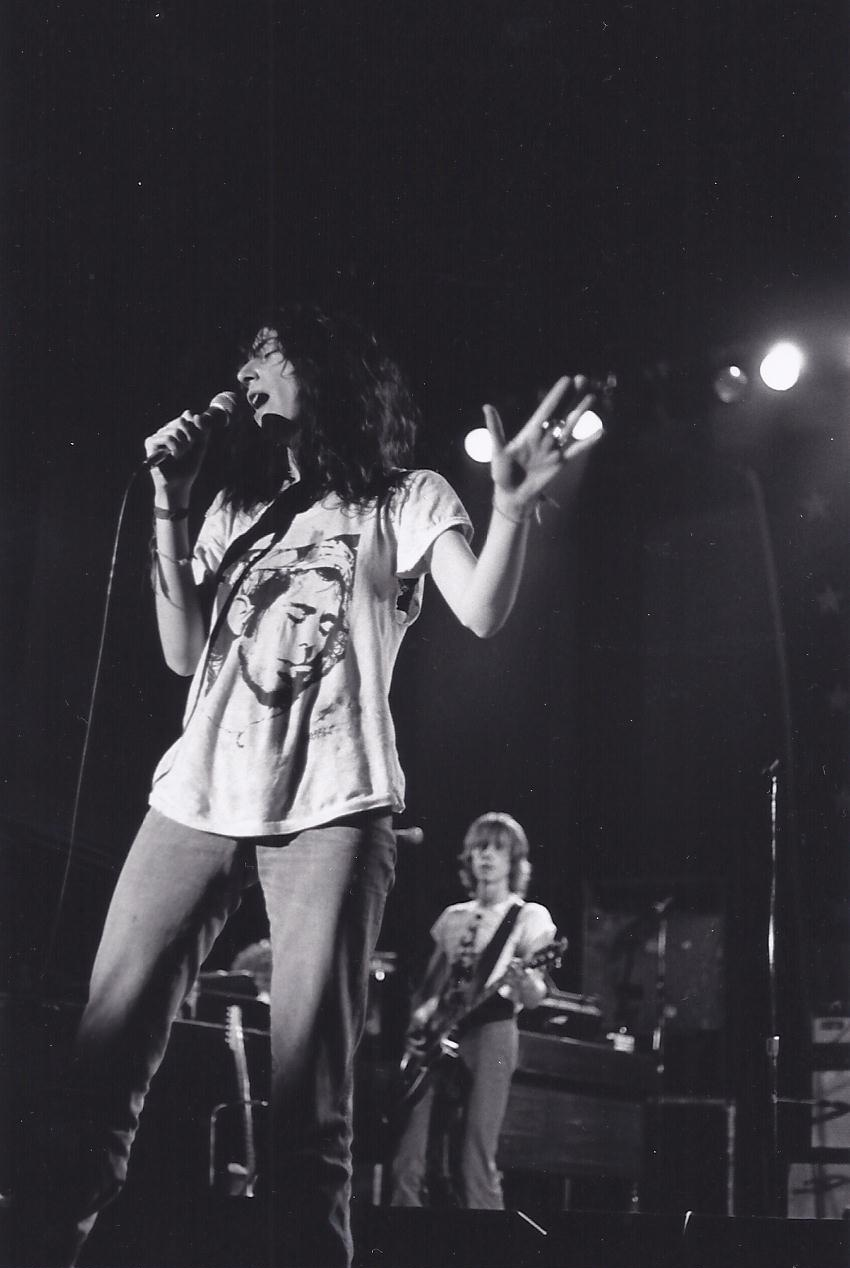
Patti Smith

Il ragionier Musumeci muore improvvisamente lasciando il suo posto vacante; sentendosi come potenziale successore, Lorenzo si rifiuta di prenderne il posto per via delle cattive abitudini che potrebbe ereditarne, nel frattempo Angela con una scusa, riesce a partire per Firenze con Rosario per assistere a un concerto musicale di Patti Smith. Salvatore invece comincia a entrare nel centro delle attenzioni dei suoi genitori quando suo padre scopre un quaderno in cui il bambino ripone tutte le domande a cui non riesce a dare delle risposte, in parte dovute anche alla voluta omertà su determinati argomenti ritenuti scomodi. In un primo momento, questa nuova situazione crea anche imbarazzo a Pia che si vede costretta a rivelare al marito la posizione del maestro Ayala nei suoi confronti e a Fra Giacinto durante la benedizione funeraria della salma di Musumeci, mentre per Salvatore diventa fonte di nuove domande, quando i suoi genitori lo fanno visitare da uno psichiatra che in seguito si scopre essere colluso con la mafia.
Sciolti i dubbi, Lorenzo e Pia comprendono che il figlio sta crescendo e porre delle domande è solo sintomo di curiosità nei confronti della conoscenza della società che li circonda e preso dall'euforia del momento, Lorenzo decide di acquistare un'autovettura nuova dato che la sua vecchia Fiat 500 non è più funzionante e per far sì che questa spesa si concretizzi, accetta di prendere il posto del defunto Musumeci.
- Ascolti Italia: 4 275 000 spettatori, share pari al 16.9%[3]

## Liggio + 2
- Diretto da: Luca Ribuoli
- Scritto da: Pif

### Trama
Lorenzo, ormai pronto all'acquisto di una Fiat 127 rimane contento di sapere che quello che poteva sembrare solo il nuovo possesso di un mezzo di trasporto, diventa in realtà un legame più solido quando scopre che Angela ha una relazione con Alfonso Puccio, il figlio del titolare dell'autosalone. Angela, delusa dal tradimento di Rosario che si è rivelato un doppiogiochista dei suoi sentimenti, accetta la corte di Alfonso.
Pia nel frattempo viene a sapere da Antonio Ayala che la sua pratica per divenire insegnante di ruolo è imminente e contando sulla parola data dal collega, divulga la notizia in famiglia come ufficiale nonostante si tratti ancora di un'indiscrezione. Lorenzo per saperne di più sul conto di Alfonso, va a trovare il padre Giuseppe all'autosalone che con grande disappunto lo vede maltrattare e percuotere un uomo per questioni di denaro; Lorenzo presume che Giuseppe Puccio non sia quella brava persona che sembra e questo viene confermato dal fatto che cura gli interessi del boss mafioso Gaetano Badalamenti in qualità di suo sostituto in più di un'occasione.
Angela viene invitata da Alfonso a partecipare a una festa organizzata dal padre Giuseppe in cui sono presenti, tra gli ospiti, il boss mafioso Stefano Bontate e alcuni esponenti politici della Democrazia Cristiana, tra cui Vito Ciancimino, Salvo Lima, Ignazio e Nino Salvo che discutono della condotta di Gaetano Badalamenti nei confronti degli interessi del clan dei corleonesi guidati da Totò Riina che - tra l'altro - dal suo nascondiglio - rimugina indignato assieme al cognato Leoluca Bagarella di essere sempre estromesso da serate organizzate come quella della famiglia Puccio.
Pia viene a sapere che non è stata confermata come insegnante di ruolo e sentendosi presa in giro da Antonio, lo lascia solo con un palmo di naso; Salvatore intanto approfitta di una debolezza nel legame tra Alice e Fofò, tentando di guadagnarsi gli apprezzamenti della bambina con una gita in barca che sfiora la tragedia a causa dell'inesperienza del ragazzino.
Nel frattempo, Totò Riina, furibondo, ordina l'uccisione di Giuseppe Puccio nel tentativo di "stanare" Gaetano Badalamenti che si era reso irreperibile per timore di essere eliminato a causa della seconda guerra di mafia che - tra l'altro - aveva già avuto il benestare del via libera per l'omicidio anche da parte di Luciano Liggio, in quel periodo già detenuto. Per errore, però, il clan dei corleonesi uccide un omonimo di Giuseppe Puccio (che a differenza del vero Puccio, vendeva macchine agricole), anche se, in seguito si viene a sapere, che anche il diretto interessato viene eliminato dopo una fuga che non ha fatto altro che allontanare Alfonso da Angela e che non ne seppe più nulla dopo la latitanza improvvisa del luogotenente di Badalamenti.
- Ascolti Italia: 4 275 000 spettatori, share pari al 16.9%[3]

## Un cornuto e mezzo
- Diretto da Luca Ribuoli
- Scritto da Pif

### Trama
Pia viene esclusa dalla graduatoria e di conseguenza, non ottiene lo sperato ruolo fisso d'insegnamento. Lorenzo per consolare lo stato d'animo di Pia, effettua una serie di accertamenti per verificare l'effettiva validità dei punteggi delle assegnazioni dei posti, ma nonostante il da farsi, non riesce a ottenere un possibile ricorso a causa dell'ombra di sospette irregolarità. Salvatore intanto riceve il compito scolastico di effettuare una ricerca sul significato della pasqua per il popolo palermitano coadiuvato dai compagni di classe Alice, Fofò e Sebastiano; seguendo alcune indicazioni poco ortodosse di Fra Giacinto, il ragazzino si convince che non riuscirà facilmente a mettere per scritto delle falsità dichiarando che la festa non è altri che un'occasione per divertirsi a scapito del significato religioso.
Angela è alle prese con l'instabilità di Marco, un ragazzo infatuato di lei e che è anche un buon amico di Salvatore che tenta di farle capire che le vuole bene nonostante lei continui a preferire ragazzi che possono portarla a strade sbagliate come accaduto già con Rosario e Alfonso. Lorenzo, non riuscendo più a tollerare l'infelicità di Pia, contatta Massimo per far rientrare la moglie in graduatoria attraverso raccomandazioni politiche, ma il giorno dell'incontro con il deputato in questione, l'uomo ha un ripensamento a causa del richiamo al proprio senso civico e Massimo, per non procurarsi una brutta figura, si presenta solo.
Colto in conversazione con il politico che si scopre essere un colluso con la mafia, Massimo viene arrestato poiché ritenuto un suo possibile complice e viene trattenuto in carcere in attesa che la sua situazione giudiziaria si chiarisca. L'arresto di Massimo fa saltare anche il suo matrimonio con Patrizia che, disperata, non riesce a darsi pace; Pia oltre a dover fare i conti con la mancata promessa di Lorenzo di sistemare la situazione lavorativa della moglie, deve anche difendersi dalle insidie di Antonio Ayala che continua imperterrito a tentare di farla cedere al suo amore, nonostante sappia che è impegnata con un altro uomo e abbia anche già due figli.
Salvatore, Fofò e Sebastiano non vogliono entrare a scuola a causa della mancata riuscita del compito assegnato, ma alla fine, Alice, traendo spunto dalle idee discordanti dei suoi compagni di studi, presenta all'insegnante una propria ricerca spacciandola per un lavoro elaborato in comune e, ottenendo in un secondo momento le scuse dei tre ragazzini per la loro scarsa serietà.

## Milinciane ammuttunate
- Diretto da Luca Ribuoli
- Scritto da Pif

### Trama

Tommaso Buscetta

Massimo, chiuso in carcere, conosce il boss mafioso Tommaso Buscetta, riesce in qualche modo a guadagnarsi la sua simpatia e acquisisce per questo alcuni privilegi. Durante una visita di Patrizia a Massimo, Tommaso Buscetta riconosce in Pia, che ha accompagnato la cognata, la donna che un tempo aveva amato e per cui conserva un debole, mentre Pia resta turbata dall'incontro, sia per la possibile fraintendibilitá della situazione che a causa della cattiva reputazione del malvivente.
Il piatto preferito da Massimo sono le "Melanzane imbottite" preparate dalla sorella. Massimo però le offre puntualmente a Buscetta che, a sua volta sensibile alla cucina di Pia, si dimostra disponibile ad accogliere una sua richiesta: sposarsi con Patrizia onde evitare che questa possa decidere di ripiegare sentimentalmente su un altro uomo durante la sua detenzione. Salvatore nel frattempo, durante uno dei colloqui tra i suoi familiari, scopre che il padre di Sebastiano, che il bambino crede essere un marinaio perennemente imbarcato e in viaggio attorno al mondo, si trova invece nello stesso carcere di suo zio; turbati per il fatto che all'amico venga nascosta la verità, Salvatore, Fofò e Alice danno la possibilità a Sebastiano di trascorrere una giornata di sano divertimento grazie a una partita di calcio e, grazie all'aiuto di Boris Giuliano, Salvatore riesce a far incontrare a Sebastiano anche il padre, che ancora una volta gli mente dichiarando di essere da quelle parti solo perché la nave sulla quale lavora è ormeggiata temporaneamente al porto di Palermo.
Nonostante il rifiuto di Lorenzo ad assumere il ruolo di testimone alle nozze del cognato poiché celebrate in carcere, Massimo e Patrizia si accingono a sposarsi e in sostituzione di Lorenzo, Tommaso Buscetta prende il posto di testimone per Patrizia; anche se all'ultimo momento la situazione cambia, perché Lorenzo decide di mantenere fede alla parola data e di presentarsi dunque alla cerimonia.
- Ascolti Italia: 4 502 000 spettatori, share pari al 18.3%

## Picciuli e piruocchi
- Diretto da: Luca Ribuoli
- Scritto da: Pif

### Trama

Il Palermo Calcio sceso in campo nella finale di Coppa Italia 1978-1979

Massimo sta per uscire dal carcere in quanto è stata chiarita la sua posizione giudiziaria; anche se le apparenze danno per scontato che il boss mafioso Tommaso Buscetta abbia influenzato questa possibilità, e a tal proposito obbliga l'ex compagno di cella a prestarsi al servizio della mafia, in questo caso però sotto il suo diretto controllo. Nel frattempo, tutta la città è in fermento per l'evento sportivo dell'anno: la finale di Coppa Italia tra il Palermo e la blasonata avversaria torinese Juventus.
Nessun componente della famiglia Giammarresi rimane insensibile a questa partita compresi i loro amici e conoscenti, infatti ogni palermitano affida alla vittoria della squadra rosanero la possibilità di riuscita dei propri sogni: Lorenzo spera di riuscire a ottenere lo sperato mutuo che aveva chiesto in maniera goliardica al padre di Alice, Salvatore confida di riuscire finalmente a far breccia nel cuore della sua compagna di scuola grazie a un invito a cena da parte di suo padre alla famiglia Giammarresi, Pia vuole riappacificarsi con il marito a causa dell'ennesimo fraintendimento con il collega Antonio Ayala, e infine Angela conta di spingere Marco fra le braccia di una ragazza conosciuta per caso al mare, non riuscendo a rendersi conto che il ragazzo è invece da tempo innamorato di lei.
Massimo, prima di uscire dal carcere, si vede costretto a stringere il patto di obbedienza verso l'organizzazione criminale attraverso una sorta di "rito" che lo introduce negli ambienti malavitosi; infine, quando il Palermo perde la finale di coppa, ciò fa sfumare i sogni di tutti, compreso quello di Sebastiano, che contava di rivedere il padre che scopre essere in carcere dopo una confessione non voluta da parte di Fofò.

## Difendere la democrazia
- Diretto da: Luca Ribuoli
- Scritto da: Pif

### Trama
Appena libero, Massimo incontra Ignazio e Nino Salvo che, in combutta con Vito Ciancimino e Salvo Lima, intrallazzano negli affari politici locali attraverso l'uso indiscriminato del loro partito, la Democrazia Cristiana e diretti a probabili brogli elettorali, contano di vincere le elezioni a scapito delle denunce su alcune irregolarità sollevate da diversi esponenti del Partito Comunista Italiano.
Lorenzo, che nel frattempo non si era dato per vinto sul mancato incontro con il padre di Alice che avrebbe potuto concedergli un mutuo in quanto direttore del "Banco di Trinacria", tenta di incontrarlo, ma senza risultato e solo alla vigilia delle elezioni questa possibilità comincia a concretizzarsi.
Il vice del padre di Alice, ben disposto ad aiutare Lorenzo, però pretende da lui i nominativi anagrafici di tutti i residenti nella città di Palermo; questa richiesta cela il diabolico inganno di falsificare il risultato delle elezioni che infine porta alla vittoria della Democrazia Cristiana.
Pur sentendosi in colpa, Lorenzo tenta di rimuovere l'ostacolo che ha sulla sua coscienza pensando alla ventata di felicità che ha portato alla sua famiglia, ma pian piano, i brutti pensieri riemergono e sommati a quelli della gelosia per Pia a causa del precedente incontro che aveva avuto la moglie con Antonio Ayala finiscono per demoralizzarlo. Lorenzo riesce a rincuorarsi solo quando Pia lo viene a cercare, grazie alle indicazioni di Cusumano, un collega del marito.
- Ascolti Italia: 4 749 000 spettatori, share pari al 20.1%

## Gente di parola
- Diretto da: Luca Ribuoli
- Scritto da: Pif

### Trama

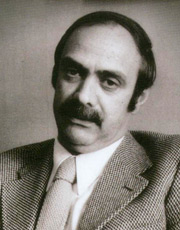
Boris Giuliano

Mentre la famiglia Giammarresi entra finalmente in possesso della nuova abitazione, Boris Giuliano riesce a portare avanti una serie di blitz con l'obbiettivo di sgominare le raffinerie della droga gestite dalla mafia, in particolare dal Clan dei Corleonesi, provocando l'ira di Totò Riina e che medita vendetta.
Massimo viene a contatto con i seguaci di Tommaso Buscetta che gli commissionano l'omicidio di un negoziante che si è ribellato alla logica della tangente mafiosa e in seguito alla distruzione e sparizione del suo cadavere e dell'arma del delitto. Sebastiano intanto si assenta da scuola e da casa a causa dello shock avuto dalla notizia che suo padre è in realtà detenuto (rivelato da Fofò), anche Salvatore tra l'altro è in preoccupazione e non solo per la sorte del suo compagno di scuola, ma anche per via dell'approssimarsi della partenza di Alice per la Svizzera. Marco, non sapendo più temporeggiare con Angela, rivela bruscamente alla ragazza tutto ciò che pensa di lei e del suo comportamento volubile e interrompendo, in seguito, ogni rapporto d'amicizia con lei.
Boris Giuliano intanto, ha una parola di conforto sia per Sebastiano che lo rincuora circa la sorte del padre che per Salvatore, che lo consiglia sull'intraprendenza nei confronti di Alice; purtroppo però, non appena il ragazzino si allontana dal bar dove aveva terminato la conversazione con il commissario, Leoluca Bagarella irrompe dinanzi all'entrata sparando spietatamente contro il funzionario che cade a terra senza vita, il tutto sotto gli occhi increduli di Salvatore che rimane sconvolto e, in preda alla paura, fugge mettendo in agitazione anche Lorenzo quando, in lacrime, gli racconta l'accaduto.

## Piccoli eroi
- Diretto da: Luca Ribuoli
- Scritto da: Pif

### Trama
Dopo la morte di Boris Giuliano e la rivelazione di Salvatore su ciò che ha visto, Lorenzo è tormentato sul da farsi, non riuscendo a rendersi conto cosa sia giusto fare, se tacere omertosamente o denunciare coraggiosamente al posto del proprio figlio. La situazione di Massimo con l'andare del tempo dopo la sua affiliazione alla cosca mafiosa diventa sempre più equivoca nei confronti dei suoi parenti, in particolar modo con la moglie Patrizia che comincia a credere alla possibilità di una sua relazione extraconiugale. Pur essendo un tipo rude e apparentemente corruttibile, non è in grado di svolgere il ruolo del killer agli ordini della mafia e invece di uccidere un debitore dei cugini Salvo, lo nasconde con la moglie in una zona diroccata e poi lo fa traghettare fuori dalla Sicilia, rischiando con ciò il suo matrimonio a causa della gelosia della moglie.
Salvatore, rammentando le ultime parole dette da Boris Giuliano prima di spirare, convince Alice a seguirlo per concedergli un ultimo appuntamento chiarificatore prima della sua partenza, rivelandogli i propri sentimenti.
Nel frattempo Angela capisce di amare Marco, il suo migliore amico, lo stesso che dopo un anno a corteggiare Angela, si era messo con un'altra che non amava proprio grazie a quest'ultima. Sulla spiaggia di Mondello, Angela si dichiara a Marco e si mettono insieme.
Lorenzo, non riuscendo più a vivere con il segreto della confessione di Salvatore e infrangendo il canone dell'omertà che da sempre prevarica nei casi di omicidi mafiosi, si reca alla polizia, rivelando i particolari inerenti all'omicidio di Boris Giuliano; questo gesto però, costerà all'intera famiglia Giammarresi la fuga onde evitare una terribile rappresaglia dato che la confessione di Lorenzo era già arrivata all'orecchio della mafia. Salvatore alla fine, contrariamente alla consuetudine di qualsiasi collaboratore di giustizia, fugge dal suo esilio scendendo dal traghetto che lo avrebbe separato per sempre dalla Sicilia, decidendo in cuor suo di affrontare a testa alta i suoi nemici. Il finale resta aperto, visto che non si sa se la famiglia deciderà di restare comunque in Sicilia, seguendo Salvatore, o se la fuga del bimbo è stata solo temporanea.
- Ascolti Italia: 4 874 000 spettatori, share pari al 19.6%